# Lago Jackfish
O lago Jackfish é um lago de água doce localizado na província de Alberta, no Canadá, , encontra-se nas coordenadas geográficas de 53°29'N 114°15'W.